# Elezioni presidenziali in Repubblica Ceca del 2023
Le elezioni presidenziali in Repubblica Ceca del 2023 si sono tenute il 13 ed il 14 gennaio per eleggere il futuro Presidente del Paese. Poiché, tuttavia, nessuno dei primi due candidati ha ottenuto la maggioranza assoluta al primo turno, un ulteriore turno di votazioni si è svolto il 27 ed il 28 gennaio.
Il presidente uscente Miloš Zeman non ha potuto candidarsi a causa del limite costituzionale di due mandati.
In seguito alla chiusura dei seggi nel secondo turno di votazioni, Petr Pavel è stato dichiarato vincitore e neo-eletto Presidente con il 58,32% dei voti, rispetto al 41,68% ottenuto dal suo sfidante Andrej Babiš.

## Sistema elettorale
Per le elezioni presidenziali, la legge elettorale ceca (definita in parte anche dalla Costituzione, Artt. 54 § (2), 56) prevede dal 2013 l’applicazione di un sistema maggioritario a doppio turno: per essere eletti, infatti, è necessaria la maggioranza assoluta delle preferenze (50%+1). Tuttavia, qualora ciò non avvenga, si attua un secondo turno di votazione tra i primi due candidati entro due settimane dal precedente.
Per presentarsi ufficialmente come candidato, infine, la legge fondamentale richiede anche che, oltre ad essere cittadini ed a rispettare i vari requisiti, si sia supportati da almeno 20 deputati o da 10 senatori, o ancora da una petizione sottoscritta da almeno 50.000 elettori.

## Risultati
| Petr Pavel      | Indipendente (con il supporto di ODS, KDU-ČSL e TOP 09)                         | 1 975 056 | 35,40 | 3 358 926 | 58,32 |  |  |  |
| Andrej Babiš    | ANO 2011                                                                        | 1 952 213 | 34,99 | 2 400 271 | 41,68 |  |  |  |
| Danuše Nerudová | Indipendente (con il supporto di ODS, KDU-ČSL e TOP 09)                         | 777 080   | 13,93 |           |       |  |  |  |
| Pavel Fischer   | Indipendente (con il supporto di ODS, KDU-ČSL e TOP 09)                         | 376 705   | 6,75  |           |       |  |  |  |
| Jaroslav Bašta  | Libertà e Democrazia Diretta (con il supporto di Movimento Cittadino Tricolore) | 248 375   | 4,45  |           |       |  |  |  |
| Marek Hilšer    | Marek Hilšer al Senato                                                          | 142 912   | 2,56  |           |       |  |  |  |
| Karel Diviš     | Indipendente                                                                    | 75 475    | 1,35  |           |       |  |  |  |
| Tomáš Zima      | Indipendente                                                                    | 30 769    | 0,55  |           |       |  |  |  |
| Totale          | Totale                                                                          | 5 578 585 | 100   | 5 759 197 | 100   |  |  |  |
|                 |                                                                                 |           |       |           |       |  |  |  |
| Voti non validi | Voti non validi                                                                 | 48 239    | 0,86  | 30 855    | 0,53  |  |  |  |
| Votanti         | Votanti                                                                         | 5 626 824 | 68,24 | 5 790 052 | 70,25 |  |  |  |
| Elettori        | Elettori                                                                        | 8 245 962 |       | 8 242 566 |       |  |  |  |

| Petr Pavel      |  | 35,40% |
| Andrej Babiš    |  | 34,99% |
| Danuše Nerudová |  | 13,93% |
| Pavel Fischer   |  | 6,75%  |
| Jaroslav Bašta  |  | 4,45%  |
| Marek Hilšer    |  | 2,56%  |
| Karel Diviš     |  | 1,35%  |
| Tomáš Zima      |  | 0,55%  |

| Petr Pavel   |  | 58,32% |
| Andrej Babiš |  | 41,68% |